# ثيودوسيوس دوبجانسكي
ثيودوسيوس دوبجانسكي (بالإنجليزية: Theodosius Dobzhansky)‏ (24 يناير 1900 - 18 ديسمبر 1975) كان عالم وراثة وعالم أحياء تطوري، وشخصية رئيسية في مجال علم الأحياء التطوري لمساهماته في تشكيل الاصطناع التطوري الحديث.

## سيرة شخصيَّة

### حياته المبكِّرة
ولد دوبجانسكي في 25 يناير 1900 [6]، في مدينة نيميريف في أوكرانيا حالياً وكان الطفل الوحيد لمُدرِّس الرياضيَّات غريغوري دوبجانسكي، انتقلت العائلة عام 1910 إلى كييف، ومنذ أن كان طالباً في المدرسة الثانويَّة بدأ دوبجانسكي بجمع الفراشات والحشرات وأراد أن يصبح عالم أحياء، فالتحق بجامعة كييف الحكومية بين أعوام 1917 و 1921 وأصبح مُتخصصاً في علم الحشرات في عام 1924، ثم انتقل إلى سانت بطرسبرغ حيث أنشأ مختبراً لدراسة الحشرات وخصوصاً ذبابة الفاكهة السوداء.
في 8 أغسطس 1924 تزوج دوبجانسكي من عالمة الوراثة ناتاشا سيفيرتسيفا وأنجبا ابنةً واحدة هي صوفي التي تزوجت لاحقاً من عالم الآثار الأمريكي مايكل دي، قبل انتقاله إلى الولايات المتحدة الأمريكية كان دوبجانسكي قد نشر 35 ورقة علميَّة في علم الحشرات وعلم الوراثة.

### في الولايات المتحدة
هاجر دوبجانسكي إلى الولايات المتحدة الأمريكية في عام 1927 بعد أن حصل على منحة دراسيَّة من مجلس التعليم الدولي التابع لمؤسسة روكفلر من أجل العمل والدراسة في أمريكا، وعند وصوله إلى مدينة نيويورك في 27 ديسمبر 1927 انضمَّ إلى جامعة كولومبيا، حيث عمل جنباً إلى جنب مع توماس هانت مورغان وألفرد ستيورتيفانت وأثمر هذا التعاون معلوماتٍ مهمة عن علم الوراثة الخلوي الخاص بذبابة الفاكهة، مع ذلك بقي لدى دوبجانسكي شكوك جديَّة وتساؤلات حول العديد من الظواهر التي تحدث في سياق عملية التطور، ورفض تقسيم الوراثة إلى مندليَّة وغير مندليَّة.
تابع دوبجانسكي عمله في معهد كاليفورنيا للتكنولوجيا من عام 1930 إلى عام 1940 وهناك نشر أحد أعماله الرئيسيَّة «الوراثة وأصل الأنواع» في عام 1937 والذي يعتبر من أبرز المؤلفات التي جمعت بين البيولوجيا التطوريَّة وعلم الوراثة، في هذا الكتاب عرَّف دوبجانسكي التطوُّر بأنَّه تغيير في تواتر صبغي ضمن تجمُّع من الصبغيَّات، وهكذا ساهم بشكلٍ فعَّال في نشر فكرة الانتقاء الطبيعي من خلال الطفرات الجينيَّة، وفي نفس العام حصل دوبجانسكي على الجنسيَّة الأمريكيَّة وأصبح لديه جمهور كبير في الولايات المتحدة.
في عام 1941 حصل دوبجانسكي على ميداليَّة دانييل جيرود إليوت من قبل الأكاديميَّة الوطنيَّة للعلوم، وحاز في عام 1943 على درجة الدكتوراه الفخريَّة من جامعة سان باولو ، ثمَّ عاد إلى جامعة كولومبيا في الفترة ما بين 1940 إلى عام 1962، وكان أحد الموقعين على بيان اليونسكو الشهير عام 1950 الذي يتعلَّق بمسألة العرق، وأخيراً استقرَّ في معهد روكفلر حتى تقاعده في عام 1971، انتخب دوبجانسكي في عام 1972 كأول رئيس لجمعية الوراثة السلوكي BGA، اعترف المجتمع العلمي بدور دوبجانسكي الهام في علم الوراثي السلوكي وتمَّ تأسيس جائزة دوبجانسكي التي تمنح لأهمِّ الإنجازات في هذا العلم.
عمل دوبجانسكي كذلك في مجال علم الوراثة التطوري، وكتب بمساعدة سيول رايت عدداً من الأعمال الهامة التي تبحث في المعايير التاريخيَّة والتجريبيَّة والطبيعيَّة لهذا العلم، وفي عام 1965 انتخب كعضوٍ أجنبيٍّ في الجمعية الملكيَّة، وفي عام 1970 نشر كتابه «علم وراثة العمليَّة التطوريَّة».
يعتبر ثيودوسيوس دوبجانسكي أحد أشهر علماء الأحياء في القرن العشرين، فقد كان رئيساً لجمعية الوراثة الأمريكية (1941)، ورئيساً لجمعيَّة علماء الطبيعة الأمريكية (1950)، ورئيساً لجمعية أبحاث التطور (1951)، ورئيساً للجمعيَّة الأمريكية لعلماء الحيوان (1963)، وعضواً في مجلس إدارة جمعية تحسين النسل الأمريكيَّة (1964)، وبفضل أبحاثه ودراساته الهامة حصل على درجاتٍ فخريَّة من جامعات أستراليَّة وبلجيكيَّة وبرازيليَّة وكنديَّة ودنماركيَّة وألمانيَّة وإيطاليَّة ويابانيَّة وسويديَّة.

### علم الوراثة وأصل الأنواع
تمَّت طباعة كتابة دوبجانسكي «علم الوراثة وأصل الأنواع» ثلاث طبعات متتالية، وعلى الرغم من أنَّ هذا الكتاب كان موجَّهاً تحديداً نحو أشخاص الذين لديهم خلفيَّة في علم الأحياء إلَّا أنَّ أسلوبه واضح وبسيط إلى حدٍّ كبير، يعتبر كثيرون هذا الكتاب أحد أهم الكتب في مجال موضوعات الوراثة وعلم التطوُّر على الإطلاق، وفي كلِّ طبعةٍ جديدة كان دوبجانسكي يضيفُ مواداً جديدة للكتاب وخصوصاً في المواضيع التي تخضع لتحديثٍ مستمر، كما أنَّه حذف بعض المواد التي لم يعد لها أهميَّة أو أصبحت قديمة.
في الطبعة الأولى من كتاب علم الوراثة وأصل الأنواع (1937) سلَّط دوبجانسكي الضوء على أحدث الاكتشافات في علم الوراثة وكيفيَّة تطبيقها على مفهوم التطور [18]، يبدأ الكتاب بمعالجة مشكلة التطوُّر وكيف يمكن للاكتشافات الحديثة في علم الوراثة أن تساعد في إيجاد حلول لها، وكانت الموضوعات الرئيسيَّة التي يتناولها هذا الكتاب هي: الأساس الصبغي للوراثة المندليَّة، الآثار الناتجة عن التغيُّرات الصبغيَّة، كيف تشكِّل الطفرات اختلافاتٍ عنصريَّة ومحدَّدة [20]، ولدعم آرائه وأبحاثه غطَّت المراجع 28 صفحة كاملة مع حوالي 600 مصدر.
بعد أربع سنوات ظهرت الطبعة الثانية من الكتاب وفيها أضاف دوبجانسكي المزيد من الأبحاث والدراسات الحديثة، وأوضح خريطة الطريق التي يحدث التكيُّف من خلالها، وأين يمكن أن يمر نوعٌ ما بمرحلة أقل تكيُّفاً، بالإضافة لذلك كان عدد المراجع في هذه الطبعة ضعف العدد الموجود في الطبعة الأولى، في طبعته الثالثة والأخيرة (1951) أعاد دوبجانسكي كتابة جميع الفصول العشرة للكتاب بشكلٍ كامل، وأضاف فصلاً جديداً حول تعدُّد الأشكال التكيُّفيَّة مع أدلَّة كميَّة دقيقة تدعم فكرة الانتقاء الطبيعي سواءٌ في المختبر أو في الكائنات الحيَّة.

### النقاش حول مسألة العِرق
ناقش ثيودوسيوس دوبجانسكي وآشلي مونتاغو استخدام مصطلح «العِرق» وصلاحيَّة هذا الاستخدام على مدى سنواتٍ عديدة دون التوصل لاتفاق، وما يزال هذا النقاش مستمرِّاً حتى يومنا هذا، لأنَّ مفهوم العرق مهم في العديد من تخصُّصات علم الأحياء وأحدثت النقاشات الدائرة حوله ثورةً في علم الأحياء حيث نقلته من التعريف المورفولوجي الصارم القائم على الأنواع العرقيَّة عند البشر إلى تعريفٍ يركِّز على اختلافات الأفراد الجينيَّة وقد تمَّ ذلك على أمل إزالة التحيُّزات الاجتماعيَّة المتأصلة بعمق في الثقافة البشريَّة.
حاول دوبجانسكي دعم آرائه في هذه المسألة بتجاربه وأبحاثه التي أجراها على ذبابة الفاكهة، ولكنَّ العديد من الباحثين رفضوا تطبيق هذه النتائج على البشر بسبب التباين الكبير بين النوعين، من جهة أخرى فإن َّعمل دوبجانسكي ومعتقداته في علم الوراثة والتطور قد خلق معارضة لوجهات نظره حول الاختلاط العرقي، لأنَّ العِرق له علاقة بالمجموعات وليس بالأفراد وهذا يعني أنَّه لا يحدث اختلاط أعراق بل أفراد، ربَّما يكون قلق دوبجانسكي الرئيسي من التفاعل بين البشر والبيولوجيا يعود لعوامل مختلفة أهمُّها هو التحيُّز العرقي الذي ساهم في اندلاع الحرب العالميَّة الثانية، بالإضافة لتدخل الدين في الحياة البشريَّة بشكلٍ كبير، وهو يعتقد أنَّ للطبيعة البشريَّة بعدان: بعد بيولوجي تشترك فيه البشريَّة مع بقية الكائنات الحيَّة، وبعد ثقافي حصري للبشر ولكنَّ كلا البعدين جاء نتيجة التطوُّر.
سعى دوبجانسكي أيضاً إلى وضع حد للقول بأنَّ التركيب الجيني للفرد يحدِّد ترتيبه ومكانته في المجتمع، لاحقاً كتب هاريسون ساليسبري في مقال نشر في صحيفة نيويورك تايمز تعليقاً على كتاب «الوراثة ومستقبل الإنسان» أنَّ دوبجانسكي لم يستطع إلى جانب علماء آخرين الاتفاق على تحديد ما هو العرق، لأنَّ دوبجانسكي يعتقد أنَّ التركيبة الوراثية للفرد لا تُقرِّر فيما إذا كان سيصبح رجلاً عظيماً أو لا.

## روابط خارجية
- ثيودوسيوس دوبجانسكي على موقع الموسوعة البريطانية (الإنجليزية)
- ثيودوسيوس دوبجانسكي على موقع إن إن دي بي (الإنجليزية)